# Lacinipolia cinereoviridis
Lacinipolia cinereoviridis là một loài bướm đêm trong họ Noctuidae.